# Azanuy-Alins
Azanuy-Alins (aragónul: Zanui-Alins, katalánul: Sanui i Alins) település Spanyolországban, Huesca tartományban. Azanuy-Alins Peralta de Calasanz, San Esteban de Litera, Almunia de San Juan, Fonz és Estadilla községekkel határos. Lakosainak száma 183 fő (2024).

## Népesség
A település lakosságának változását az alábbi diagram mutatja:
| Lakosok száma | 180  | 179  | 173  | 194  | 181  | 184  | 168  | 168  | 177  | 183  |
|               | 2001 | 2004 | 2006 | 2009 | 2011 | 2014 | 2016 | 2019 | 2021 | 2024 |